# Louise Rennison
Louise Rennison (Leeds, 11 ottobre 1951 – Brighton, 26 febbraio 2016) è stata una scrittrice britannica.

## Biografia
Nata l'11 ottobre 1951 a Leeds, ha compiuto gli studi all'Università di Brighton.
Prima di dedicarsi alla scrittura ha lavorato come attrice comica e giornalista tenendo una rubrica dal titolo "Appuntamenti oltre i 35 anni".
È principalmente nota per la serie di 10 libri aventi per protagonista l'adolescente Georgia Nicolson basate su esperienze autobiografiche che hanno venduto solo in Inghilterra 2 milioni e seicentomila copie.
È morta a 64 anni il 26 febbraio 2016 a Brighton.

## Opere

### Serie Confessioni di Georgia Nicolson
1. La mia vita è un disastro: nemmeno il mio gatto mi capisce! (Angus, Thongs and Full-Frontal Snogging, 1999), Milano, Mondadori, 2000 traduzione di Maurizio Bartocci ISBN 88-04-48264-8.
2. Sono disperata e nessuno se ne cura! (It's OK, I'm Wearing Really Big Knickers), Milano, Mondadori, 2001 traduzione di Maurizio Bartocci ISBN 978-88-04-49636-6.
3. Questa casa è un manicomio! e io sono chiusa dentro (Knocked Out by my Nunga-Nungas), Milano, Mondadori, 2002 traduzione di Maurizio Bartocci ISBN 88-04-50871-X.
4. Lui parte... e io ho toccato il fondo! (Dancing in my Nuddy-Pants, 2003), Milano, Mondadori, 2004 traduzione di Maurizio Bartocci ISBN 88-04-53688-8.
5. Era solo 1 bacio della buonanotte (...And That's When It Fell Off in My Hand, 2004), Milano, Mondadori, 2006 traduzione di Maurizio Bartocci ISBN 978-88-04-55771-5.
6. Amore: ma perché non è mai quello giusto? (...Then He Ate My Boy Entrancers, 2005), Milano, Mondadori, 2007 traduzione di Maurizio Bartocci ISBN 978-88-04-56369-3.
7. Sarà mio (e di nessun'altra!) (Startled by His Furry Shorts, 2006), Milano, Mondadori, 2009 traduzione di Paola De Martino ISBN 978-88-04-58518-3.
8. 3 ragazzi non saranno troppi? (Luuurve is a Many Trousered Thing, 2007), Milano, Mondadori, 2010 traduzione di Giuditta Capella ISBN 978-88-04-59346-1.
9. L'amore è un bignè, non ce n'è mai abbastanza (Stop in the Name of Pants!, 2008), Milano, Mondadori, 2010 traduzione di Manuela Salvi ISBN 978-88-04-60240-8.
10. Il ragazzo dei miei sogni é diventato un incubo (Are These My Basoomas I See Before Me?, 2009), Milano, Mondadori, 2011 traduzione di Manuela Salvi ISBN 978-88-04-60854-7.

### Serie Tallulah Casey
1. La mia vita é un musical (Withering Tights, 2010), Milano, Mondadori, 2011 traduzione di Maurizio Bartocci ISBN 978-88-04-60816-5.
2. Baciami, stupido! (A Midsummer Tights Dream, 2012), Milano, Mondadori, 2013 traduzione di Maurizio Bartocci ISBN 978-88-04-61690-0.
3. The Taming of the Tights (2013)

## Saggi
- Fabbity-fab Journal (2007)
- Georgia Nicolson's Little Pink Book (2008)
- Georgia's Book of Wisdomosity (2008)
- Luuurve and Other Ramblings (2009)

## Adattamenti cinematografici
- La mia vita è un disastro (Angus, Thongs and Perfect Snogging), regia di Gurinder Chadha (2008)

## Premi e riconoscimenti

### Finalista
Michael L. Printz Award
- 2001 con La mia vita è un disastro: nemmeno il mio gatto mi capisce![7]